# Área metropolitana de Burlington
El Área Estadística Metropolitana de Burlington, NC MSA, como la denomina la Oficina del Censo de los Estados Unidos, es un Área Estadística Metropolitana centrada en la ciudad homónima, que solo abarca el condado de Alamance en el estado de Carolina del Norte, Estados Unidos. Su población según el censo de 2010 es de 122.623 habitantes, convirtiéndola en la 311.º área metropolitana más poblada de los Estados Unidos.

## Área Estadística Metropolitana Combinada
El área metropolitana de Burlington es parte del Área Estadística Metropolitana Combinada de Greensboro—Winston-Salem—High Point CSA, NC CSA, también conocida como La Triada (en inglés Triad) o La Triada del Pedemonte (en inglés Pedemont Triad), junto con:
- el Área Estadística Metropolitana de Greensboro-High Point, NC MSA, que abarca los condados de Guilford, Randolph y Rockingham;
- el Área Estadística Metropolitana de Winston-Salem, NC MSA, que abarca los condados de Davie, Forsyth, Stokes y Yadkin;
- el Área Estadística Micropolitana de Thomasville-Lexington, NC µSA, que abarca el condado de Davidson; y
- el Área Estadística Micropolitana de Mount Airy, NC µSA, que abarca el condado de Surry;

toalizando 1.589.200 habitantes en un área de 13.013 km².

## Principales comunidades del área metropolitana
- Burlington (ciudad principal o núcleo)
- Alamance
- Elon
- Gibsonville
- Graham
- Green Level
- Haw River
- Mebane
- Ossipee
- Swepsonville